# Echinochloa praestans
Echinochloa praestans là một loài thực vật có hoa trong họ Hòa thảo. Loài này được P.W.Michael mô tả khoa học đầu tiên năm 1980.